# دوغ كليمنس
دوغ كليمنس (بالإنجليزية: Doug Clemens)‏ هو لاعب كرة قاعدة أمريكي، ولد في 9 يونيو 1939 في ليسبورت في الولايات المتحدة.

## وصلات خارجية
- دوغ كليمنس على موقع دوري كرة القاعدة الرئيسي (الإنجليزية)
- دوغ كليمنس على موقعبيزبول رفرنس.كوم (الدوري الرئيسي) (الإنجليزية)
- دوغ كليمنس على موقعبيزبول رفرنس.كوم (الدوري الثانوي) (الإنجليزية)
- دوغ كليمنس على موقع إي إس بي إن.كوم (أم.أل.بي) (الإنجليزية)
- دوغ كليمنس على موقع مشجعي الرسوم البيانية (الإنجليزية)